# Пирвова
Пирвова (рум. Pârvova) — село у повіті Караш-Северін в Румунії. Входить до складу комуни Лепушнічел.
Село розташоване на відстані 314 км на захід від Бухареста, 40 км на південний схід від Решиці, 112 км на південний схід від Тімішоари, 148 км на північний захід від Крайови.

## Населення
За даними перепису населення 2002 року у селі проживали 565 осіб, з них 562 особи (99,5%) румунів. Рідною мовою 562 особи (99,5%) назвали румунську.